# Marrube (Saviñao)
Marrube (llamada oficialmente Santa María de Marrube) es una parroquia española del municipio de Saviñao, en la provincia de Lugo, Galicia.

## Límites
Limita con las parroquias de Piñeiro y Abuíme al norte, Seteventos y Villasante al este, Licín y Rosende al sur, y Freán y Vilatán al oeste.

## Organización territorial
La parroquia está formada por trece entidades de población:
- A Devesa
- Afonxe
- Castiñeiras
- Eirexe
- Felón
- Mendreira
- Outeiro
- Penela (A Penela)
- Saa
- Vigo
- Vilameá
- Vilar
- Vilaseco

## Demografía
| Gráfica de evolución demográfica de Marrube entre 2000 y 2021 |
|                                                               |
| Datos según el nomenclátor publicado por el INE.              |

## Lugares de interés
- Iglesia de Santa María de Marrube.